# Élection sénatoriale française partielle
Une élection sénatoriale partielle en France se déroule en dehors de toute campagne nationale et de l'échéance prévue normalement.

## Le remplacement d'un sénateur
Lorsqu'un sénateur décède, accepte des fonctions de membre du gouvernement ou de membre du conseil constitutionnel ou se voit prolonger au-delà de six mois dans une mission temporaire conférée par le gouvernement, il est remplacé soit :
- par son suppléant, dans le cas d'un scrutin majoritaire[1],
- par le candidat venant sur une liste immédiatement après le dernier candidat élu, dans le cas d'une élection proportionnelle[2].

L'article L.O. 322 du code électoral prévoit les cas où le remplacement d'un sénateur doit s'effectuer à la suite d'une élection partielle : 
« En cas d'annulation des opérations électorales d'une circonscription, dans les cas de vacance autres que ceux visés à l'article L. O. 319 ou lorsque les dispositions des articles L. O. 319 et L. O. 320 ne peuvent plus être appliquées, il est procédé à des élections partielles dans un délai de trois mois. »

## Liste des élections sénatoriales partielles
MI = site du ministère de l'Intérieur

### Élections sénatoriales françaises partielles en 2005
- Bas-Rhin, le 20 février 2005, à la suite de l'annulation du scrutin de 2004 : cinq sièges à pourvoir[4] ;
- Haute-Corse, le 19 juin 2005, à la suite de la démission de Paul Natali[5] ;
- Cher, le 18 septembre 2005, à la suite de la démission de Georges Ginoux[6] ;
- Sarthe, le 18 septembre 2005, à la suite de la démission de Jean-Pierre Chauveau[7] ;
- Vienne, le 18 septembre 2005, à la suite de la démission de Claude Bertaud[8].

### Élections sénatoriales françaises partielles en 2007
- Ardennes, le 26 août 2007, à la suite de la démission de Maurice Blin[9] ;
- Hérault, le 26 août 2007, à la suite de la démission, pour incompatibilité de mandats, d'André Vézinhet, élu député de la deuxième circonscription de l'Hérault[10].

### Élections sénatoriales françaises partielles en 2012
- Lozère, le 18 mars, à la suite de l'invalidation des élections de septembre 2011 ;
- Nièvre, le 2 décembre 2012, à la suite de la démission de Didier Boulaud.

### Élections sénatoriales françaises partielles en 2014
- Mayenne, le 28 septembre 2014, à la suite de la démission de Jean Arthuis.

### Élections sénatoriales françaises partielles en 2015
- Haute-Loire, le 25 janvier à la suite de la démission de Jean Boyer, le 3 novembre 2014[11] ;
- Polynésie française, le 3 mai à la suite de l'annulation par le Conseil constitutionnel des élections de septembre 2014[12]. (élection de deux sénateurs) ;
- Gers et Cantal, le 6 septembre 2015 à la suite de l'annulation par le Conseil constitutionnel de l'élection d'Aymeri de Montesquiou dans le Gers et de l'élection de Pierre Jarlier dans le Cantal en septembre 2014 consécutivement au rejet de leurs comptes de campagne par la Commission nationale des comptes de campagne et des financements politiques[13].

### Élections sénatoriales françaises partielles en 2017
- Savoie, le 24 septembre 2017, en même temps que les élections sénatoriales de 2017 à la suite de la démission de Michel Bouvard (LR) début juin[14] ;
- Aube, le 17 décembre 2017 à la suite de la démission de François Baroin (LR) ;
- Vienne, le 17 décembre 2017 à la suite de la démission de Jean-Pierre Raffarin (LR) ;
- Yonne, le 17 décembre 2017 à la suite de la démission d'Henri de Raincourt (LR).

### Élections sénatoriales françaises partielles en 2018
- Orne, à la suite de l'annulation par le Conseil constitutionnel de l'élection de Sébastien Leroux (LR) en septembre 2017.

### Élections sénatoriales françaises partielles en 2024
- Vienne, le 17 mars 2024 à la suite de la démission d'Yves Bouloux (LR).
- Saint-Pierre-et-Miquelon, le 8 décembre 2024 à la suite de l'inéligibilité d'Annick Girardin (Cap sur l'avenir)

### Élection sénatoriale française partielle en 2025
- Saint-Pierre-et-Miquelon, le 14 septembre 2025, à la suite de la démission de Jean-Marc Ruel (Cap sur l'avenir)